# 목포소방서
목포소방서(木浦消防署, Mokpo Fire Station)는 전라남도 목포시를관할하는 전라남도 소방본부 산하의 소방서이다.
소방서장은 소방정으로 보한다.

## 연혁
- 1950년 5월 27일: 목포소방서 개서
- 1994년 6월 28일: 현재 위치로 이전
- 1996년 12월 30일: 해남소방서 분리
- 2016년 6월 24일: 무안소방서 분리

## 조직
| - 소방과 - 소방계 - 장비계 | - 방호구조과 - 방호계 - 예방안전계 - 구조구급계 | - 현장대응단 - 진압팀 - 조사지원팀 - 119구조대 |

## 관할센터 및 관할구역
목포소방서는 5개의 119안전센터와 1개의 구조대를 산하에 두고 있다.
| 명칭                 | 사진 | 주소                  | 관할구역                                                                    | 지역대 |
| -------------------- | ---- | --------------------- | --------------------------------------------------------------------------- | ------ |
| 하당119안전센터      |      | 목포시 삼향천로 110   | 목포시 옥암동, 부흥동, 신흥동, 하당동, 이로동, 삼향동, 상동, 용해동, 부주동 |        |
| 호남119안전센터      |      | 목포시 영산로 165     | 목포시 목원동, 용당1동, 연동, 대성동, 산정동 일부, 죽교동 일부              |        |
| 경동119안전센터      |      | 목포시 유동로42번길 1 | 목포시 유달동, 만호동                                                       |        |
| 삼학119안전센터      |      | 목포시 삼학로 218     | 목포시 동명동, 삼학동, 용당2동                                              |        |
| 연산119안전센터      |      | 목포시 산정공단로 64  | 목포시 연산동, 원산동, 북항동, 산정동 일부, 죽교동 일부                     |        |
| 목포소방서 119구조대 |      | 목포시 삼향천로 110   | 목포소방서 관할구역 전역                                                    |        |

## 같이 보기
- 대한민국 소방청
- 대한민국의 소방
- 소방관 계급